# Jellingemonumenten

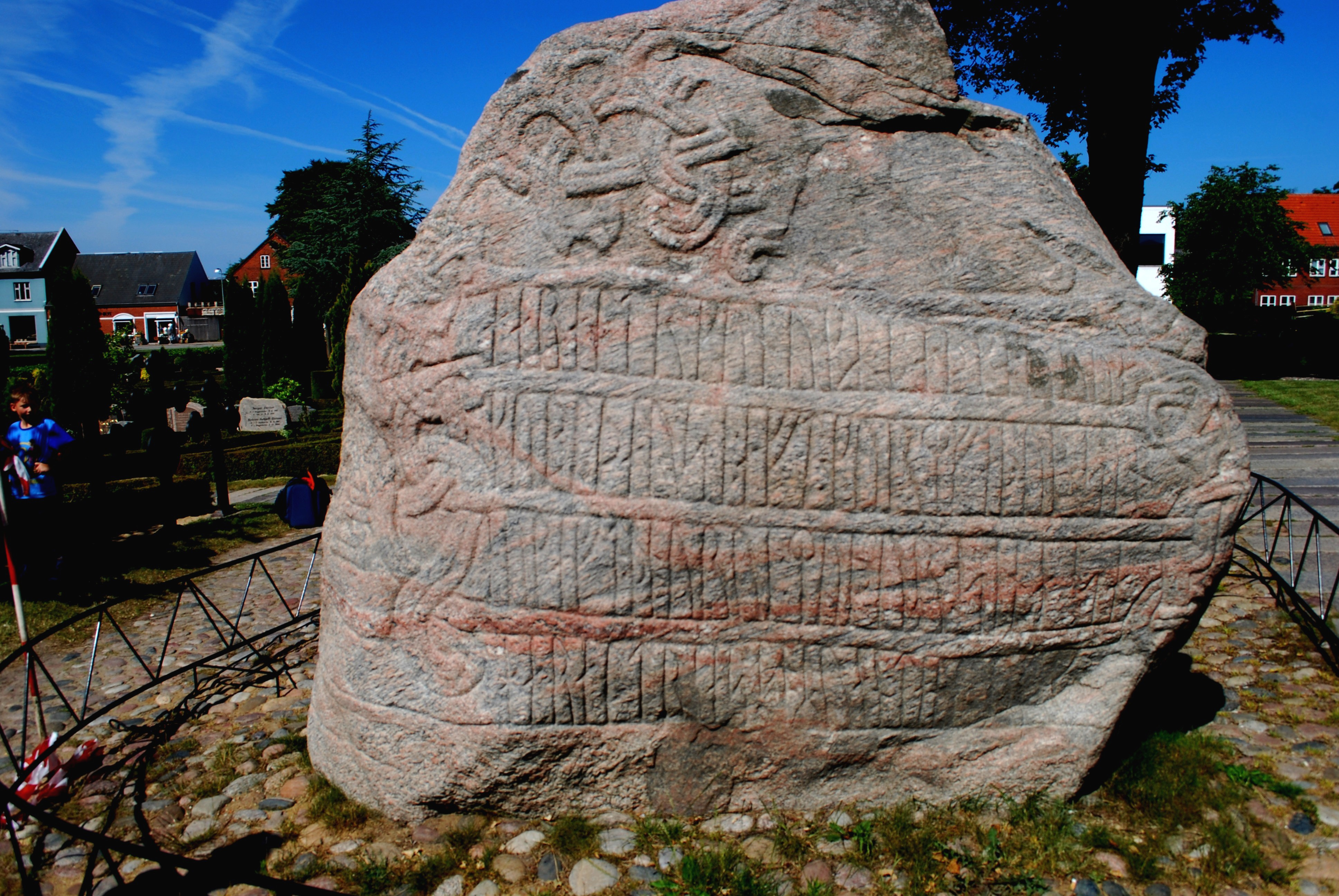
Runsidan av den stora Jellingestenen

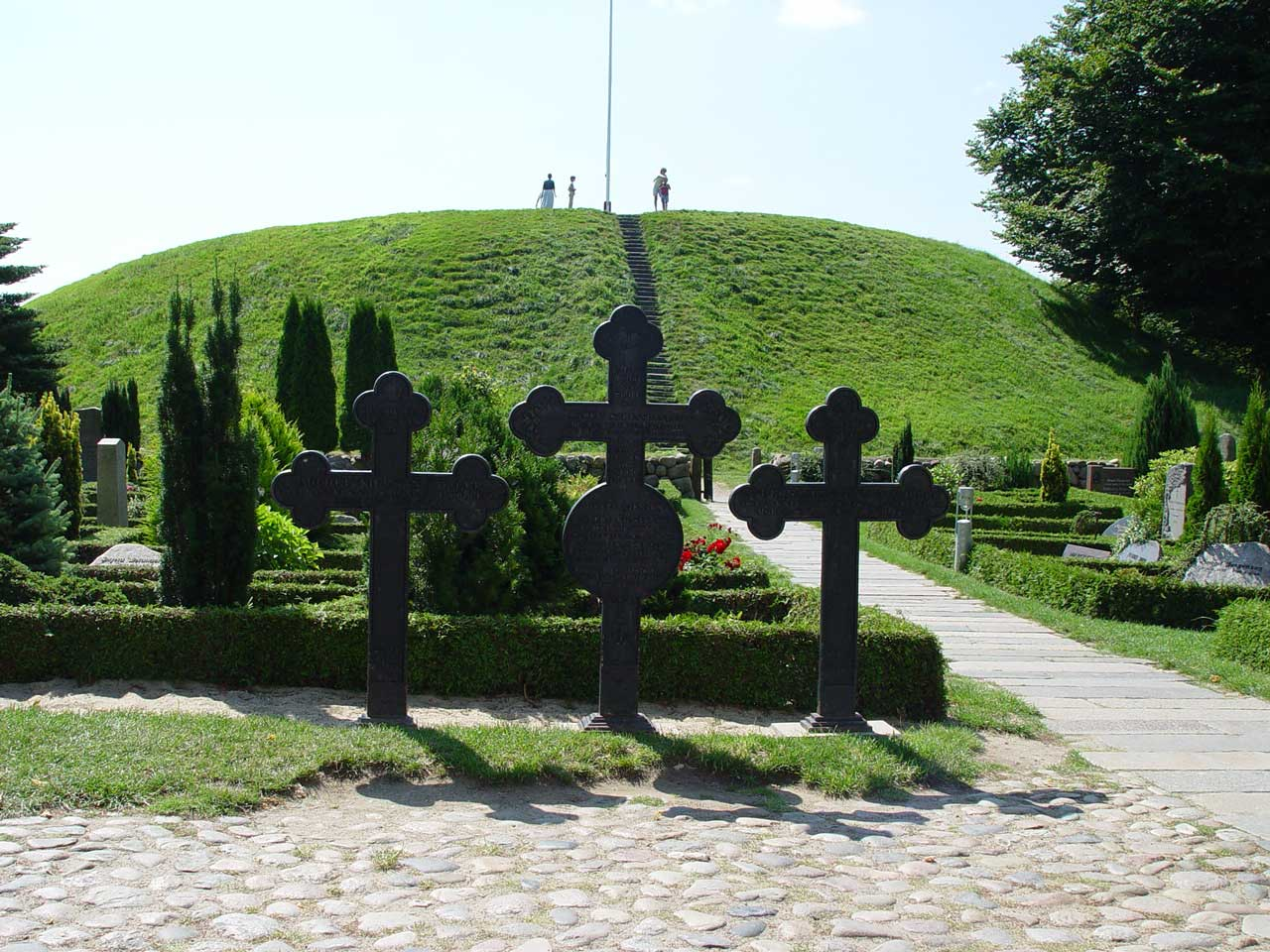
Den södra gravhögen

Jelingemonumenten är en gemensam beteckning för Jelling kyrka, Jellingestenarna och Jellingehögarna i Jelling i Danmark. Dessa blev 1994 ett världsarv då de utgör det första officiella beviset på övergången från asatro till kristendom i Skandinavien.

## Jelling kyrka
Jelling kyrka är en kalkstenskyrka från omkring år 1100. Det har tidigare legat tre träkyrkor - samtliga nerbrunna - på samma plats. Kung Harald Blåtand reste den första kyrkan som gravminne över sin far Gorm den gamle. Denna första träkyrka brann ner. Detsamma gjorde de senare träkyrkor, som man också funnit spår efter. Delar av kyrkan brann också 1679 men återuppbyggdes. Senare har kyrkan även fått ett vapenhus.

## Jellingestenarna
Jellingestenarna vittnar om övergången från den hedniska vikingatiden till den kristna medeltiden. Den minsta runstenen är äldst, troligen från omkring 935. Den har rests av kung Gorm den gamle till minne av hans hustru Tyra Danebot. Stenen är också den äldst bevarade danska källa, där Danmark nämns i skriftligt sammanhang.
Den store Jellingestenen, är svårare att tidsbestämma, men man tror att den restes mellan 960 och 985 av Gorm och Tyras son Harald Blåtand i Jelling till minne över sina föräldrar. Stenens inskription berättar samtidigt om Haralds bedrifter. Han enade Danmark och gjorde danskarna till kristna. Stenen har tre olika sidor. Den ena har runor ingraverade, den andra sidan består av ett fabeldjur, och på den tredje sidan är en bild av den korsfäste Jesus.
Den lilla Jellingestenen är Gorm den gamles troligen uppförd omkring 955. Stenens inskription lyder på nusvenska ungefär:
| ” | Konung Gorm gjorde dessa kummel efter Tyra sin hustru, Danmarks bot. | „ |

Det är första gången namnet Danmark finns nämns innanför landets gränser. Namnet är känt från utländska källor som är minst 75 år äldre. De sista två orden "danmarks bot" kan också översättas med ordet pryd, detta är dock lite osäkert. Man vet inte om orden hänvisar till Gorm eller mera troligt till Gorms hustru Tyra Danebot.
Stenen är nu placerad mellan de två högarna nära den stora Jellingestenen. Dess ursprungliga plats är inte känd. På 1600-talet låg den intill kyrkans port. Gorm dog 958 omkring 50 år gammal. Stenen kan alltså rests före denna tid.

## Jellingehögarna
Norra högen eller Tyras hög är troligen Gorm den gamles första gravplats. Gravhögen är 8,5 meter hög och 65 meter bred, och är med detta Danmarks största. Den är byggd av grästorv, sten och lera ovanpå en äldre bronsåldershög. I högen grävdes ett hål vari det gjordes en gravkammare på 6,75 meters längd, 2,6 meters längd och med en höjd av 1,45 meter. Golvarealen är 17,5 m². Kammarens väggar och golv täcks av 35 cm tjocka ekstammar. Utanför kammaren lades ett lager sten som skydd mot gravplundrare.
Södra högen eller Gorms hög är tom, den består bara av jord och grästorv, och varför den byggdes, vet man inte säkert, kanske som en minneshög. Kung Fredrik VII försökte 1861 hitta kung Gorms gravkammare i högen. Högen genomgrävdes utan att man hittade något förutom sten och trärester.
1941 grävdes det åter i Södra högen. Denna gång grävdes det från toppen. En fyrkant på 39x39 meter med sneda väggar ner till botten 25x25 meter. På toppen av högen hittades ett fundament till en stolpbyggnad med mycket kraftiga ekstammar. 10 stolpar, cirka 45 cm tjocka vardera som mätte 4,5x6 meter. Stolparna har daterats till cirka 1150 byggandet är cirka 200 år yngre än kung Haralds högbyggande.
Området har varit platsen för flera intressanta fynd. Senast 2007, fann Vejle museum en del av en cirka 360 meter lång skeppssättning.

## Museet Kongernes Jelling
Kongernes Jelling är ett museum och utvecklingscenter för Jellingemonumenten nära Jellingehögarna och Jelling kyrka och berättar om tiden, då Jelling var centrum i Danmarks historia. Museet visar hur man anser att Jellingestenarna ursprungligen såg ut och presenterar nya kunskaper om vikinigatiden. Här kan man följa Gormsläktens spår fram till släkten idag, och samtidigt sätter museets utställningar Jelling i ett historiskt sammanhang. Sedan 1 januari 2007 drivs museet av Nationalmuseet och nya utställningar från Nationalmuseet kommer regelbundet till Kongernes Jelling.